# Llei d'Huang

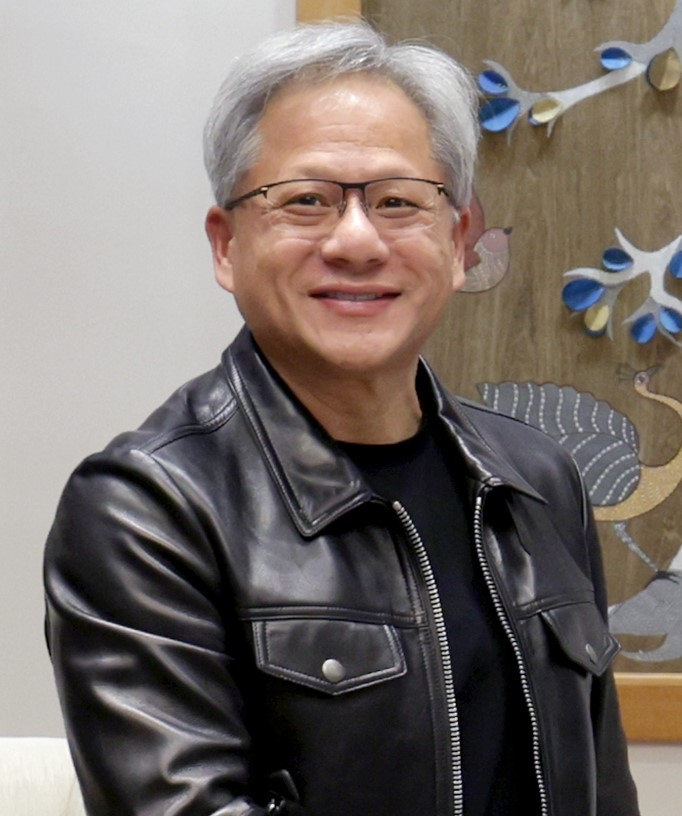
Jensen Huang, director executiu d'Nvidia i homònim de la llei, el 2023

La llei d'Huang és l'observació en informàtica i enginyeria que els avenços en les unitats de processament gràfic (GPU) estan creixent a un ritme molt més ràpid que amb les unitats centrals de processament (CPU) tradicionals. L'observació contrasta amb la llei de Moore, que preveia que el nombre de transistors en un circuit integrat (CI) dens es duplica aproximadament cada dos anys. La llei de Huang estableix que el rendiment de les GPU es duplicarà amb escreix cada dos anys. La hipòtesi està subjecta a dubtes sobre la seva validesa.
L'observació la va fer Jensen Huang, director executiu d'Nvidia, a la seva Conferència de Tecnologia GPU (GTC) de 2018 celebrada a San Jose, Califòrnia Va observar que les GPU d'Nvidia eren "25 vegades més ràpides que fa cinc anys", mentre que la llei de Moore només hauria esperat un augment de deu vegades.  A mesura que els components dels microxips es tornen més petits, es fa més difícil que el progrés dels xips assoleixi la velocitat de la llei de Moore.
El 2006, la GPU d'Nvidia tenia un avantatge de rendiment de 4 vegades respecte a altres CPU. El 2018, la GPU Nvidia era 20 vegades més ràpida que un node de CPU comparable: les GPU eren 1,7 vegades més ràpides cada any. La llei de Moore prediria una duplicació cada dos anys, però el rendiment de la GPU d'Nvidia es triplicava amb escreix cada dos anys, complint la llei de Huang.
La llei de Huang afirma que una sinergia entre el maquinari, el programari i la intel·ligència artificial fa possible la nova "llei". Huang va dir: «La innovació no només té a veure amb els xips», va dir, «sinó amb tota la pila». Va dir que els processadors gràfics són especialment importants per a un nou paradigma. L'eliminació dels colls d'ampolla pot accelerar el procés i crear avantatges per assolir l'objectiu. «Nvidia és un poni d'un sol truc», ha dit Huang. Segons Huang: "La computació accelerada és alliberadora... Diguem que teniu un avió que ha de lliurar un paquet. Triga 12 hores a lliurar-lo. En comptes de fer que l'avió vagi més ràpid, concentreu-vos en com lliurar el paquet més ràpidament, mireu la impressió 3D a la destinació". L'objectiu "... és lliurar l'objectiu més ràpidament".
Per a les tasques d'intel·ligència artificial, Huang va dir que l'entrenament de la xarxa convolucional AlexNet va trigar sis dies en dos dels processadors GTX 580 d'Nvidia per completar el procés d'entrenament, però només 18 minuts en un servidor d'IA DGX-2 modern, cosa que va resultar en un factor d'acceleració de 500. En comparació amb la llei de Moore, que se centra exclusivament en els transistors de la CPU, la llei de Huang descriu una combinació d'avenços en arquitectura, interconnexions, tecnologia de memòria i algoritmes.

## Recepció
Bharath Ramsundar va escriure que l'aprenentatge profund s'està combinant amb "[M]illores en arquitectura personalitzada". Per exemple, s'han implementat sistemes d'aprenentatge automàtic en el món blockchain, on Bitmain va atacar "moltes criptomonedes dissenyant ASIC (circuits integrats específics d'aplicació) de mineria personalitzats" que s'havien previst com a desfacibles. "El gran assoliment d'Nvidia, però, és demostrar que aquestes millores en les arquitectures no són només victòries aïllades per a aplicacions específiques, sinó que potser són aplicables àmpliament a tota la informàtica." Han suggerit que l'aprofitament ampli de les GPU i la pila de GPU ( cf., pila de CPU) pot generar "un creixement espectacular en l'arquitectura d'aprenentatge profund". "La màgia" de la promesa de la llei de Huang és que a mesura que el programari naixent basat en l'aprenentatge profund s'utilitza més, les millores de l'escalat de la GPU i, més generalment, de les millores arquitectòniques "milloraran concretament" el "rendiment i el comportament de les piles de programari modernes".
Hi ha hagut crítiques. El periodista Joel Hruska, que va escriure a ExtremeTech el 2020, va dir que "no existeix la llei de Huang", qualificant-la d'"il·lusió" que es basa en els guanys possibles gràcies a la llei de Moore; i que és massa aviat per determinar si existeix una llei L'organització de recerca sense ànim de lucre Epoch ha descobert que, entre el 2006 i el 2021, el rendiment del preu de les GPU (en termes de FLOPS/$) ha tendit a duplicar-se aproximadament cada 2,5 anys, molt més lentament del que predia la llei de Huang.